# 青塘園

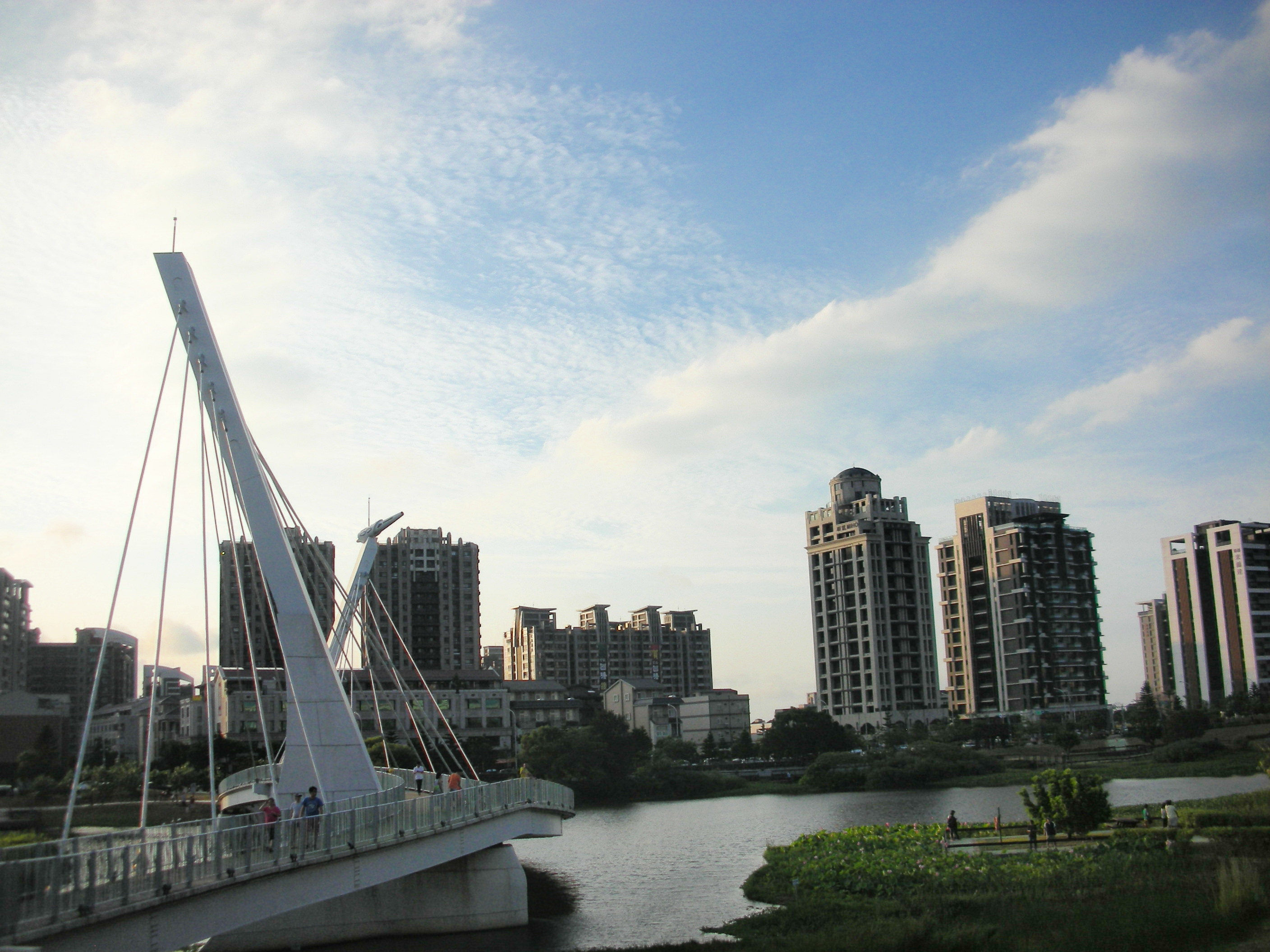
青塘園

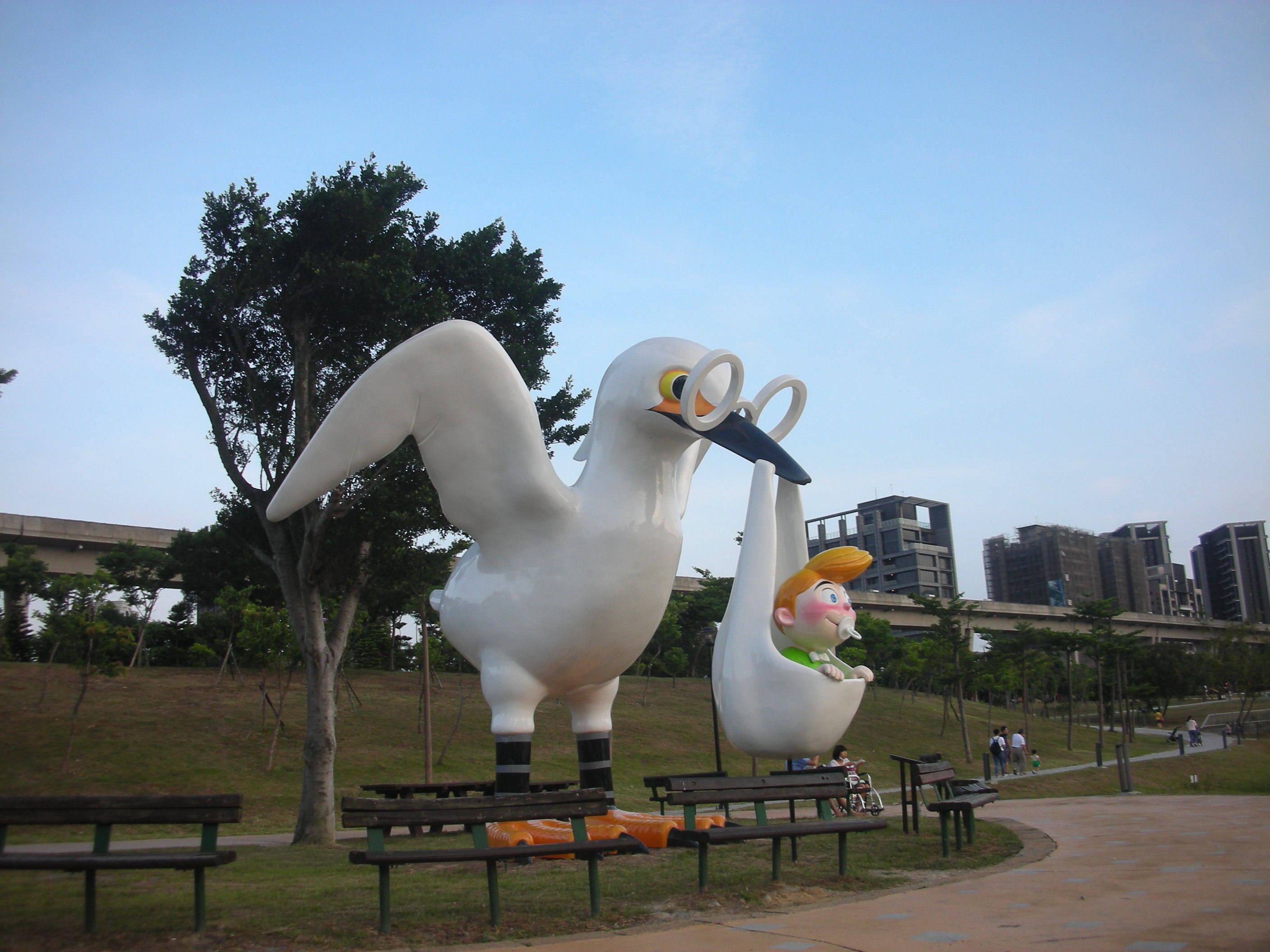
青塘園「送子鳥─白鷺鷥與男孩」裝置藝術，由動畫導演呂文忠創作

青塘園是臺灣桃園市中壢區青埔的一座公園，位置在高鐵南路二段、公園路二段、洽溪路及文德路之間，面積6.34公頃。青塘園原本是桃園農田水利會用來灌溉蓄水用的埤塘（桃園大圳6-8號池），隨著青埔的發展，桃園市政府將原本的埤塘規劃為生態公園。現公園除保有調節防洪的功能，水岸周邊還規劃有親水緩坡、觀景平台、木棧道等休憩空間。

## 周邊設施
- 機場線桃園體育園區站
- 桃園國際棒球場
- 桃園市立美術館（計畫中），地點為青塘園旁的公十三用地[4]。

## 外部連結
- 青塘園 - 桃園觀光導覽網 （页面存档备份，存于）